# مسجد بئر السبع الكبير

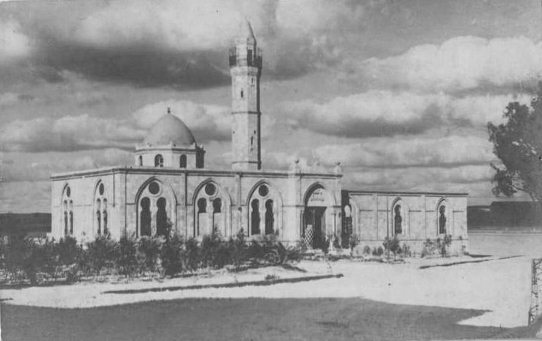
مسجد بئر السبع عام-1917

مسجد بئر السبع الكبير هو من أوائل المساجد التي بُنيت في النقب، ويقع إلى جانب منزل الحاكم في البلدة القديمة، كما يُعتبر جزءًا من مجمع متحف النقب للفنون، إضافة إلى أنه يمتاز بتصميم معماري مُشابه للمساجد التي بُنيت في مختلف أنحاء الإمبراطورية العثمانية، وهو مستوحى من كنيسة آيا صوفيا البيزنطية التي تم تحويلها إلى مسجد من قبل الأتراك، فضلاً عن أنه يُعدّ من أبرز المباني وأكثرها روعة وإثارة للإعجاب في المنطقة، وهو ينسجم بمئذنته الحجرية وقبته البيضاء مع الطراز المعماري للبيوت العربية القديمة، ويُشكِّلُ أحد أهمّ المعالم المعماريّة الباقية من العصر العثماني.

يقع مسجد بئر السبع الكبير في مركز مدينة بئر السبع القديمة وهو مُحاط بمبنى السرايا، ومدرسة أبناء مشايخ بدو بئر السبع، وبيت المؤرخ عارف العارف.

## بناء المسجد
عندما بدأ بناء المسجد، كلف القائمقام (حاكم المقاطعة العثمانية) التنفيذ بمقاول عربي محلي كان من أعيان المدينة، لكن المسجد لم يُبن كما يرضيه، فأمر القائمقام بتفكيك المسجد، وأحضر مهندسًا معماريًّا مسيحيًّا من القدس لإعادة تصميم المسجد، والإشراف على بنائه. المسجد الكبير في بئر السبع هو نموذج للمساجد التركية التي بنيت في جميع أنحاء الإمبراطورية العثمانية في ذلك الوقت. يشمل هذا الطراز من المساجد المبنى بأكمله تحت سقف واحد مُقبَّب، مستوحى من كنيسة آيا صوفيا البيزنطية في إسطنبول، التي حولها الأتراك إلى مسجد.
بُني المسجد الكبير عام 1906 تزامنًا مع بناء مدينة بئر السبع بصفتها عاصمة جنوب فلسطين على يد العثمانيين لتكون حلقة وصل بين غزة والخليل.
شارك في بناء المسجد سكان مدينة بئر السبع، وأبناء القبائل البدوية في تكلفة البناء ب 400 ليرة عثمانية من مجمل التكلفة البالغ 1000 ليرة عثمانية، حيث تحملوا كل ظروف الصحراء القاسية ومشقة الطريق ليجلبوا حجارته على ظهور الجمال ليصبح واحدًا من المساجد التاريخية الأنيقة.
تمتاز المساجد التركية بقبة عظيمة ذات مساحة كبيرة تحتها، بينما يغمر المبنى ضوء من النوافذ الكبيرة المثبتة في الحائط ويعطي إحساسًا بالمساحة. ومن السمات الأخرى للمساجد التركية المئذنة النحيلة التي تنتهي بقبة تشبه المخروط. المسجد الكبير في بئر السبع ليس مثالاً جيّدًا على هذا الطراز من البناء، لأنّ قبته صغيرة نسبيًا، والنوافذ الثمانية الموجودة في قاعدة القبة ليست كبيرة الحجم، ولا تضفي رشاقةً على مظهر القبة. لكن بما أنّه أول مسجد، والوحيد من نوعه في النقب، فقد قوبِلَ المبنى بالإعجاب، وتعتبر مئذنته من أجمل المآذن. كانت أحجار البرج تُحضر على الإبل من أنقاض الخَلَصَة القريبة من بئر السَّبع، وكانت حجارةها تعتبر جيدة. في عام 1934، وصف عارف العارف في كتابه المسجد بأنّه: "غاية في الإتقان من الوجهة الهندسية".

## بعد قيامإسرائيل
في عام 1948، عام النكبة التي نزلت بالشعب الفلسطيني، احتل الجيش الإسرائيلي النقب في عملية يوآف، ومع تهجير أبناء مدينة بئر السبع لم يُستخدم المسجد للصلاة، واستخدم سجنًا ومقرًّا للشرطة، وحُوِّل بعدها إلى محكمة صلح حتى العام 1953، حيث تم تحويله إلى ما يسمى "متحف النقب" حتى عام 1991، ليتم إغلاقه
ويصبح محيطه مرتعًا لمدمني المخدرات والكحول.

في عام 2002 وبعد مشوار طويل من مطالبة السلطات بفتحه للصلاة أمام بدو النقب المسلمين، الذين يتواجدون يوميًّا في مدينة بئر السبع، قدم مركز عدالة التماسًا لمحكمة العدل العليا مطالبًا من خلاله بفتح المسجد من أجل الصلاة، وممارسة الشعائر الدينية، لكنّ المحكمة العليا قرَّرت تحويل المسجد إلى متحف مخصص للحضارة الإسلامية وشعوب الشرق الأوسط، لقي قرار المحكمة قبولًا من بلدية بئر السبع التي عملت على تحويله إلى متحف، وقد أقامت في ساحته عددًا من المهرجانات الغنائيّة، ومهرجان النبيذ عام 2012، مما أثار غضب أهالي المدينة المسلمين الذين يقارب عددهم 9,000 نسمة، بالإضافة إلى بدو النقب عامة الذين أقاموا الوقفات الاحتجاجية وصلوات يوم الجمعة في محيطه تأكيدًا على هوية المسجد، وعلى حقهم في ممارسة شعائرهم الدينية.

 كانت قضيَّة مسجد بئر السّبع محور الدِّراسة التي قام بها يتسحاك رايتر وليئور لهرس التي تفحّصت بعين ناقدة الموقف الحالي للسلطات الإسرائيلية تجاه المساجد في المدن التي يُشكِّل اليهود غالبيّة سُكّانها، ومطالب المواطنين المسلمين في إسرائيل بإعادة هذه المساجد إلى غرضها الأصلي، حيث كان الصراع على الغرض من المسجد في بئر السبع بمثابة دراسة حالة لفحص هذه المسألة. لهذا الغرض، تم تطوير إطار نظري يسمى "التمثيل الانتقالي". هذا النموذج، الذي يدعو إلى الحفاظ على معالم التراث الديني والثقافي، وإعادتها بالتدريج إلى أفراد الأقلية العرقية القومية المرتبطة بها، مع مراعاة مصالح الأغلبية، يلبي الحاجة إلى تغيير إجرائي يناسب تغيير الظروف الديموغرافية والاجتماعية والسياسية. في نهاية الدراسة، قدَّّم الباحثان توصياتٍ للسلطات الإسرائيلية، ولأصحاب السياسات العامة من شأنها أن تمنع النزاعات العنيفة، وتوفر استجابة حساسة ومستقرة لجميع الأطراف المعنية. 